# Reuilly, Indre

Reuilly este o comună în departamentul Indre, Franța. În 1 ianuarie 2022 avea o populație de 2.009 de locuitori.